# Torbjørn Rødland
Torbjørn Rødland (* 3. dubna 1970) je norský fotografický umělec, jehož obrazy jsou nasyceny symbolismem, lyrikou a erotikou. Jeho samostatná výstava v Serpentine Gallery v roce 2017 byla nazvána The Touch That Made You a v roce 2018 ve spolupráci s institucí věnovanou současnému umění a kultuře Fondazione Prada odcestoval do Milána. Jeho práce byly uvedeny na benátském bienále v roce 1999. Raná retrospektiva se uskutečnila v Muzeu moderního umění Astrupa Fearnleyho v Oslu v roce 2003.
Mezi veřejnými sbírkami, které vlastní některé jeho práce, jsou Muzeum amerického umění Whitneyové v New Yorku, Muzeum moderního umění v New Yorku, Národní fond současného umění v Paříži, Stedelijk Museum v Amsterdamu, Muzeum současného umění v Chicagu a Moderna Museet ve Stockholmu.

## Pozadí a vzdělání
Narodil se v roce 1970 ve Stavangeru (Norsko). Jako teenager pracoval na volné noze pro několik norských novin jako redakční karikaturista. Vystudoval fotografii na National College of Art and Design v Bergenu (Norsko) a kulturní studia na Univerzitě ve Stavangeru. Teprve v devadesátých letech 20. století vznikla první instituce pro vyšší fotografické vzdělání – Národní umělecká akademie v Bergenu (KHiB). Umělci, kteří zásadně formují dnešní norskou fotografickou scénu jako Mikkel McAlinden, Vibeke Tandberg nebo Torbjørn Rødland zde absolvovali v polovině 90. let.
Rødland žije a pracuje v Los Angeles v Kalifornii.

## Dílo
Rødland pořizuje své fotografie na klasický fotografický film a zvětšeniny zpracovává chemickou cestou. Historička umění a kritička Ina Blom v Artforu filozofovala o kulturních důsledcích jeho děl: „Zvláštnost těchto obrazů mohla vyvolat další intuice – možná související s otázkou, co přesně znamená být fotografickým obrazem uprostřed skutečného souhrnu nových mediálních technologií, prostředí a objektů.“ Rødland, který chtěl posouvat umělecké hranice svého média, rekonceptualizoval a integroval estetické kvality odmítnuté v postmoderním umění. Rødlandova fotografie, která vychází z práce The Pictures Generation a Jeffa Walla, představuje překvapivé přecenění lyricismu a toho, co nazývá smyslností fotografického okamžiku. Rødland, původně známý svými portréty v severských zemích, překonal tuto potenciální trofej důsledným nalézáním nových nástrah pro diváky svých fotografií. Příkladem těchto návnad je subtilní soužití přehánění s normálností jeho postav; jak viděl na jeho fotografii ženské ruky s chobotnicí, která vylézá z rukávu a ovinuje se kolem prstů. Charakteristický v Rødlandově práci je také subtilní symbol nonduality. Jeho věcnost, dokonce i ve stylizovaných obrazech a vícenásobných expozicích, umožňuje Rødlandovi překročit jak běžnou, tak i světskou rovinu. Podle Rødlanda „bojem je, aby byl obraz aktivní a relativní, jasný, ale složitý. Stejně jako naše nová realita musí být vrstvená a otevřená paranoidní interpretaci.“ Nebo, jak to kurátor Bennett Simpson uvedl v eseji o Rødlandovi, která byla zveřejněna v roce 2000: „Jeho obrazy jsou spojité; fungují pod zábleskem pochybností, ovlivněné touhy, možnosti nemožného.“
V letech 2004 až 2007 produkoval Rødland šest videosnímků. Jeden z nich, nazvaný 132 BPM, byl vystaven samostatně v MoMA PS1 (Long Island City) a v Muzeu současného umění v Hirošimě (Hirošima). V roce 2018 Rødland vytvořil nové video s názvem Between Fork and Ladder (Mezi vidličkou a žebříkem), které se objevilo na jeho samostatné výstavě Fifth Honeymoon (Páté líbánky) v Bergenské Kunsthalle. Samostatná výstava Páté líbánky byla znovu představena v roce 2019 v Bonniers Konsthall (Švédsko) i v Muzeu současného umění v Kiasmě (Helsinky).

## Knihy
- Fifth Honeymoon, Sternberg Press / Bergen Kunsthall / Bonniers Konsthall / Kiasma Museum of Contemporary Art: Berlin / Bergen / Stockholm / Helsinki, 2018. ISBN 9783956794124
- The Touch That Made You, Serpentine Galleries / Koenig Books: Londýn, 2017. ISBN 9781908617484ISBN 9783960982371
- The Model, MACK: London, říjen 2017. ISBN 9781910164945
- Confabulations, MACK: London, červen 2016. ISBN 9781910164631
- Sasquatch Century, Mousse Publisher / Henie Onstad Art Center: Milano / Oslo, 2015. ISBN 9788867491308
- Vanilla Partner, MACK: Londýn, říjen 2012. ISBN 9781907946318
- Andy Capp Variations, Hassla: New York, 2011. ISBN 9780982547168
- A day in the life of., Libraryman: Stockholm, 2009. ISBN 9789186269029
- I Want to Live Innocent, SteidlMACK: Göttingen, únor 2008. ISBN 9783865216175
- White Planet, Black Heart, SteidlMACK: Göttingen, červen 2006. ISBN 3865212220